# Bandera de Missouri
La bandera de l'estat de Missouri va ser dissenyada i cosida a Jackson, Missouri, per Marie Elizabeth Watkins Oliver (1885-1959), esposa de l'ex Senador Estatal RB Oliver. El seu disseny va ser adoptat el 1913 i es manté sense canvis fins al present.
La bandera consisteix en tres franges horitzontals: una vermella, una blanca i una blava. Aquestes representen el valor, la puresa, la vigilància, i la justícia. Els colors també reflecteixen la posició històrica de l'estat com a part del territori francès de Louisiana. Al centre de la franja blanca està el Segell de Missouri, envoltat per un cercle blau que conté 24 estrelles, simbolitzant l'admissió de Missouri com el 24è estat dels Estats Units.
La bandera es descriu a la Secció 010.020 dels Estatuts Revisats de Missouri.
El 2001, l'Associació Vexil·lològica Nord-americana va realitzar una enquesta entre els seus membres sobre la qualitat en els dissenys de 72 banderes d'estats i territoris dels EUA i el Canadà. La bandera de Missouri va obtenir el lloc 48è d'entre les 72 banderes participants.